# 阿扁錯了嗎
“阿扁錯了嗎”或“難道阿扁錯了嗎”，是時任中華民國總統的陳水扁于2006年2月28日在台灣二二八中樞紀念儀式上演講中的名言。

## 背景

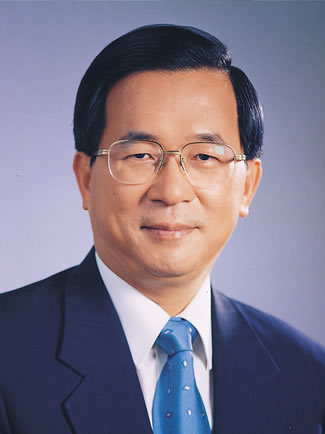
中華民國前總統，陳水扁。

陈水扁係台灣民主化及解嚴以來，首位經過政黨輪替后當選的總統。其所屬民主進步黨當時普遍具有臺灣獨立傾向，故他也被部分媒體人視作是“背負著臺獨黨綱上來的總統”。其早期主張維持臺海現狀，但后則認為應將獨立與否的選擇權交予台灣人民，提出一邊一國論。
為此，他于任内2006年2月27日批示廢止了國統綱領、國統會的存續。這也象徵著陳水扁對大陸政策的轉變，因為在其早期的基本國策“四不一沒有”中，就包含“没有废除国统纲领与国统会的问题”。然而，此抉擇并不被當時在野的中國國民黨接受，時任國民黨主席馬英九與立委丁守中甚有意見要在立法院發動彈劾議案將其罷免。為此，陳水扁于次日二二八中樞儀式上發言時解釋了他這樣做的原因，並駁斥在野黨的罷免論調。以下為該次演講中最為著名的段落，基本全以臺語演説，唯自「阿扁錯了嗎」開始以濃厚且極具特色的臺南口音國語強調修飾：

正如我們的中國國民黨，馬主席他所講的，“臺獨”也是我們台灣人民的選項之一。倘若他的這句話是真的，是實的，是真的出自内心的；那麼，阿扁（陳水扁自稱）今日所作之決定，即我們廢止國統會、終止國統綱領等，應該要得到中國國民黨的支持才對。
阿扁這段期間，面對層層壓力，其中有來自我們黨内部的壓力，也有來自國民黨揚言要罷免我的政治壓力。阿扁，要在這裡問大家：阿扁錯了嗎？阿扁錯了嗎？難道阿扁錯了嗎？根據主權在民的民主原則，我們把決定台灣前途的最后決定權，交還給兩千三百萬台灣人民，難道阿扁錯了嗎？
陳水扁問出“阿扁錯了嗎？”之時，獲得諸多聽眾的“沒有”回應與掌聲。其后在野黨主席馬英九上臺發言，表示不要將二二八泛政治化，才不會成為政治人物消費的對象，這才是正確的方式，并對陳水扁於儀式上發表政見的行為感到遺憾。

## 评价及引用
此短語自誕生之日起便經久不衰，曾多次出現在政治談論、喜劇或與陳水扁相關的場合。有評論針對此語句的演講性質給予高度評價，關鍵評論網撰稿人、編輯韓寧凱認為這句“阿扁錯了嗎”是陳水扁善於展演“廣受支持者認同的受害者”姿態的代表體現，並評論此短語“留下了深植人心的印象，比其他訊息更加鮮明”。台灣脫口秀主持人曾博恩曾借演員唐從聖之口，於《狗屎寫手》表演時引用該短語。此短語亦曾在陳水扁家庭密帳案審理過程中，被控方檢察官林怡君引用，她請求合議庭以“公正的審判”告訴陳水扁他真的“錯了”。
部分中国国民党及泛蓝阵营人士則認為“阿扁错了吗”是陈水扁的最具代表性的“幹話言论”之一；國民黨于2018年中華民國地方公職人員選舉时，便将“阿扁错了吗”归类在“民進黨的幹話”中，並以此為基礎發行了“民進黨幹話撲克牌”的文宣物品，同「勞工是心中最軟一塊」、「做功德」、「乾淨的煤」等言論并列。2021年，風傳媒新聞專欄作家林庭瑶曾引用该语句对時任中華民國衛生部長陳時中于2019冠狀病毒病臺灣疫情政策的發言类比，並認爲陳水扁是繼承了民進黨的“草根傳統”，將這類不良「耍賴政治」的政治遺產傳給了後人。